# Efferia rufithorax
Efferia rufithorax är en tvåvingeart som först beskrevs av Macquart 1846.  Efferia rufithorax ingår i släktet Efferia och familjen rovflugor. Inga underarter finns listade i Catalogue of Life.